# Moto Guzzi V65
La V65 è un modello di motocicletta prodotta dalla Moto Guzzi dal 1982 al 1994 in varie versioni:
- V65 (1982-1987)
- V65 SP (SP sta per Super Protezione per via della carenatura protettiva e aerodinamica) (1983-1986)
- V65 Custom (1984-1987)
- V65 Lario (1984-1987)
- V65 TT (1984-1989)
- NTX 650 (1987-1994)
- V65 Florida (1986-1994)
- V65 GT (1987-1993)
- V65 P.A. (versione per Pubbliche Amministrazioni)

## Storia e descrizione
La casa di Mandello del Lario, dopo aver presentato, alla fine degli anni settanta le Moto Guzzi V35 e V50 che utilizzavano il classico disegno del motore V2 della storica V7 (dell'ingegner Carcano), decise di rinnovare il progetto secondo le nuove conoscenze e le nuove tendenze in materia di ergonomia e risparmio (sia per la fabbrica che per il motociclista), nonché di utilità meccanica (spazio del motore; eliminazione/riduzione di pezzi) cercando di ridurre anche i consumi, senza perdere in prestazioni (modernizzazione effettuata a cura dell'ingegner Tonti).
Il progetto, inizialmente, era un telaio (il solito delle V35/V50 che tra i Guzzisti vengono chiamate "serie piccola", proprio dato il loro sviluppo verso le cilindrate basse) che doveva ospitare le sovrastrutture di tre modelli: il Normale (una moto da strada), la SP (cioè Super Protezione; moto derivata totalmente dalla Normale, ma con protezioni aerodinamiche studiate nella galleria del vento della casa, dunque una moto Stradale/Turismo) ed il Lario moto sportiva derivata dalla carrozzeria della Guzzi V35 Imola II, su cui fu montato il motore 650 cm³, ma con la novità che suscitò più problemi che soddisfazioni: la testata a 4 Valvole Guzzi. La testata a 4 valvole faceva incrementare la potenza a 60 CV (le altre ne avevano 52), ed aveva anche una buona risposta agli alti regimi, tuttavia era spesso richiesta la regolazione delle valvole, dei bilancieri e dei loro meccanismi, data la loro frequente sollecitazione.
La gamma, presentata al Salone di Milano 1981 e in commercio dall'estate dell'anno successivo, rimase invariata fino al 1984 (nonostante le vendite non elevate, ed i problemi già citati del Lario, risolti in parte, ma che oramai aveva guadagnato una brutta reputazione) fino a quando non fu introdotta la serie C (serie poiché era disponibile con i motori da 350, 500 e 650 cm³), segmento del modello Custom, tendente ad una linea molto più "europea" che "americaneggiante", ma comunque un piccolo must che la clientela di allora molto apprezzò (fu la custom "cittadina" più venduta per molto tempo); di serie la maggiore delle tre montava borse Guzzi (marchiate con l'aquila) e parabrezza, facendo il verso alle custom di maggior cilindrata, a cui non aveva nulla da invidiare, anzi ispirando la linea di ciò che sarebbe stata oggi un grandissimo successo Guzzi: la Moto Guzzi California III, molto più americaneggiante, ma senza esasperazioni.
In contemporanea all'uscita del nuovo tipo V65, la Guzzi, che da tempo forniva alla PolStrada le moto da pattuglia, fornì anche le nuove moto della "serie piccola", compreso il suddetto modello delle P.A., che aveva allestimenti specifici richiesti dal Ministero per l'omologazione a veicoli di polizia. A differenza della normale aveva un posto, essendo il "secondo" riservato alla sirena e agli equipaggiamenti, ed avendo una carenatura (diversa dal modello "SP") in tre pezzi, che poi diventerà una carenatura integrale di tipo moto Touring (nella successiva versione N.T.). Per economia la Guzzi allestiva le versioni P.A. del 650 cm³, essendo di serie un 500 cm³ e quindi i motori da 650 cm³ optional, semplicemente montando il motore sul telaio (e rimarchiandolo numero di telaio delle "Normali" stradali, nonostante siano moto molte volte diverse a volte dalle versioni di serie; per questo non è possibile stilare un completo numero di V65 prodotte).
Successivamente (siamo oramai negli anni '80 inoltrati) la gamma sembrò oramai vecchia, e, con l'introduzione del V75, più vicino al Lario che alla V65 normale, venne deciso di abbandonare la normale e l'SP, continuando, con un lieve restyling, la produzione di Lario e della C (il primo con aggiornamenti soprattutto meccanici, come ad esempio il disegno delle ruote, la seconda solo di carattere estetico, vedi la sella a due piani con grande portapacchi cromato), venne introdotta un nuovo modello, ovvero la Florida, stretta parente della famiglia delle Custom (che ora sono in due nella famiglia delle 650 cm³), che fu disegnata secondo canoni stilistici italiani, ad iniziare dal serbatoio di forma oblunga, sella avanzata e ribassata, portapacchi con schienalino, che bissarono e se possibile andarono ad aumentare il successo delle piccole Custom Guzzi cittadine (dalla V65 Florida verrà poi allestita la Moto Guzzi Nevada, vera regina delle custom italiane, prodotta fino al 2016, seppure ebbe poi successo solo nelle cilindrate di 750 e 350 cm³). Ora la gamma era composta da due custom e dalla Lario, dato che non fu ritenuto necessario produrre una moto dalla carrozzeria con sovrastrutture di plastica (per tutto il corpo), fari quadrati, selle sviluppate in obliquo: in poche parole una moto moderna, che tenesse il passo con le moto degli anni '90.
Tuttavia il motore tipo V65 non cessò di essere prodotto, ma fu utilizzato (oltre che ancora per le P.A.), per un nuovo modello di stradale, la GT, che ricalcava la linea di moto anni '70 (di cui stilisticamente V65 normale faceva parte), derivata dalla V35III (ovvero la V75): niente carenatura, fascioni in comune con la III (per economia), paramotore cromato, specchietti tondi, ritorno dietro al maniglione cromato. Questa fu l'ultima novità per quanto riguarda le V65 stradali, che al termine della produzione della Florida (da notare che la Nevada veniva già prodotta, ma non veniva apprezzata in alcuni particolari, come il posteriore) cessò in pratica di esistere, se non nelle versioni della P.A., e nei motori da 650 cm³ da Fuoristrada/Enduro.
Questa categoria non è stata finora trattata poiché, nonostante siano dei modelli di V65 (la TT più che la NTX, dato che il nome fu solo accompagnato dalla cilindrata), sono delle moto concettualmente molto diverse dalle stradali Guzzi (i cui tratti fondamentali sono: motore a V2, telaio a culla, trasmissione posteriore cardanica, frenata "integrale" Guzzi-Brembo con tre dischi, scarichi separati, e cioè uno per lato). Infatti i modelli montavano due freni comandati uno dal pedale (posteriore), ed uno dalla leva sul manubrio (anteriore). Le moto prodotte sono la TT e la NTX. La prima deriva da una moto prototipo (la V50 TS, dove TS sta per "Tutta Strada"), che era una moto stradale che all'occorrenza poteva trasformarsi in agile moto da fuoristrada per superare ogni ostacolo. La moto non entrò in produzione, ma fu un'ottima base per sviluppare la serie TT (Tutto Terreno; disponibile come V65 e come V35, molto più adatta in quanto più leggera ed agile): la moto aveva lo stesso telaio delle serie stradali, che anche a vista non sembrava essere molto rimaneggiato (era comunque a culla scomponibile come le altre V65; aveva gli scarichi 2 in 1, freno anteriore a disco e posteriore a disco carenato, trasmissione cardanica. L'unica differenza fu la forcella, resa più alta dalla ruota anteriore da 21", e ovviamente dall'estetica con serbatoio derivato dai tipici modelli che facevano gare fuoristradistiche, sellone unico imbottito, parafango anteriore grande e portapacchi dietro nero, ed il faro anteriore quadrato con un piccolo cupolino (richiamo alle Scrambler di un tempo).
La tipica configurazione da Enduro vicina alle Trial però non riscosse molto successo e fu subito sostituita dalla versione Fuoristrada/Enduro da viaggio: la NTX (dove la sigla sta probabilmente per Nuovo Tipo X, dove la lettera sola in inglese si pronuncia "cross", proprio come la categoria di moto). La nuova serie NTX (disponibile in 350, 650 e 750, che rimpiazzò in pratica dopo poco tempo la "nostra"), era concettualmente la stessa moto delle TT (freni separati, trasmissione, ruota anteriore con relativa forcella...) ma presentava un telaio maggiormente rialzato da terra, scarichi due in uno), nonché una nuova carrozzeria, più adatta ai viaggi (proponendosi come moto totale come la Honda Transalp) che alle "gare". La potenza venne tuttavia diminuita a 48CV per rendere maggiore la risposta ai bassi regimi, ma non solo: il serbatoio, come quello della TT, fu preso "in prestito" dalle gare, non di fuoristrada normale stavolta, ma nientemeno che dalle moto della Dakar (la cui Guzzi aveva disegnato modelli basandosi proprio sulla TT chiamandoli Baja e Duna); molto simile la sella, ma più profilata quella della versione più recente. Anche queste moto cessarono di essere prodotte nel 1994, assieme alla Florida.